# Transports Metropolitans de Barcelona
Transports Metropolitans de Barcelona (TMB) és la principal empresa gestora del transport públic de l'àrea metropolitana de Barcelona. Actua com a unitat gestora i la marca comercial sota la qual operen les empreses municipals de transport públic de Barcelona: Ferrocarril Metropolità de Barcelona S.A. (FMB), que gestiona la xarxa de metro; i Transports de Barcelona S.A., responsable de la gestió dels autobusos. Ambdues empreses mantenen estructures independents, però TMB dissenya les línies estratègiques principals. La finalitat de TMB és oferir serveis de transport col·lectiu a la ciutat de Barcelona i a diversos municipis dels voltants. També inclou les empreses Projectes i Serveis de Mobilitat, S.A., que gestiona el telefèric de Montjuïc; Transports Metropolitans de Barcelona, S.L., que gestiona productes tarifaris per mitjà de la plataforma de comerç electrònic Barcelona Smart Moving i altres serveis de transport, així com la Fundació TMB, que vetlla pel patrimoni històric de l'organització. Les oficines centrals de l'empresa estan situades a la Zona Franca de Barcelona.

## Història

### Municipalització dels transports
L'octubre de 1952 el Ple de l'Ajuntament de Barcelona va aprovar un acord en què es preveia la municipalització de totes les empreses de transport públic de la ciutat, i que afectà el Ferrocarril Metropolità de Barcelona, el Gran Metropolità de Barcelona i Tramvies de Barcelona. L'any 1955 els propietaris del Gran Metropolità de Barcelona i Tramvies de Barcelona van firmar l'acord de l'adquisició de les accions per part l'Ajuntament.
El 1958 l'Ajuntament va acabar de comprar el Ferrocarril Metropolità de Barcelona, hi va participar des de la seva constitució i el 1928 en controlava una bona part. Tres anys més tard, el 1961 el Gran Metropolità va ser absorbit per FMB, i així es va crear Ferrocarril Metropolità de Barcelona SA/SPM.

### Transports Metropolitans de Barcelona

Primer logotip de TMB.

El 1978 la infraestructura del metro de FMB passa a dependre de la Generalitat de Catalunya.
Fruit de la coordinació del transport públic a Barcelona i de la municipalització de les empreses de transport, FMB i Tramvies de Barcelona, reanomenat Transports de Barcelona, van començar l'explotació conjunta el 1979 sota el nom de Transports Municipals de Barcelona (TMB). Posteriorment, va canviar de nom a Transports Metropolitans de Barcelona. (TMB) que es va inaugurar el mateix any que Ferrocarrils de la Generalitat de Catalunya. Anys després, el 1986, Transports Municipals de Barcelona (TMB) passa a denominar-se Transports Metropolitans de Barcelona.

El Telefèric de Montjuïc es va posar en servei el 1970, reemplaçant una secció superior del funicular de Montjuïc, que es va incorporar a TMB l'any 2002. el 1970, reemplaçant una secció superior del Funicular de Montjuïc. La xarxa ortogonal d'autobusos de Barcelona que complementa la xarxa de Bus de TMB va entrar en funcionament en una primera fase l'1 d'octubre de 2012.

## Característiques de la xarxa

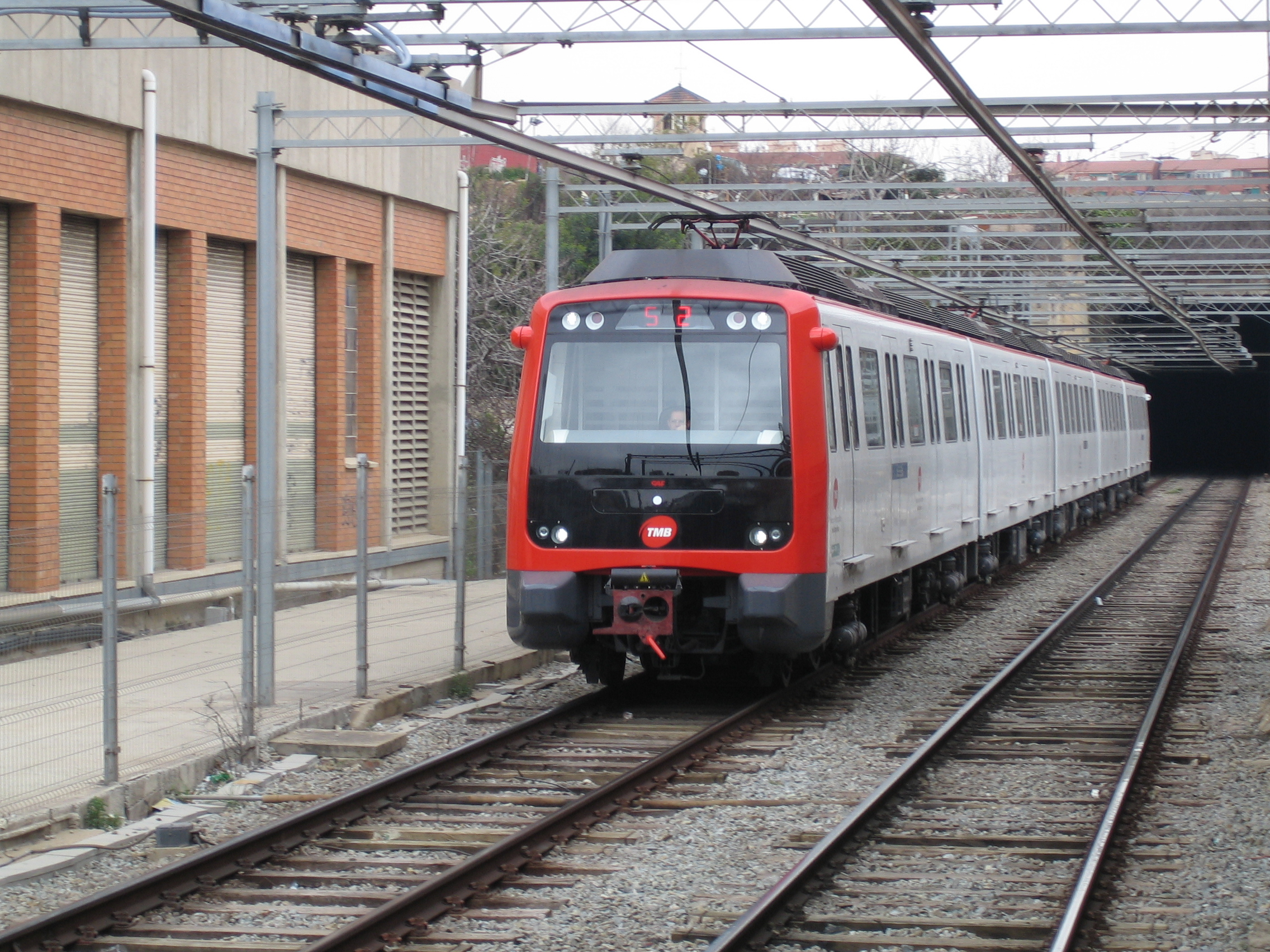
Unitat 5000

Dades de 2019.

### Viatgers transportats
- Metro de Barcelona: 407,51 milions de viatges
- Bus de Barcelona: 202,91 milions de viatges
- Telefèric de Montjuïc: 1,51 milions de viatges
- Bus turístic de Barcelona: 4,55 milions de viatges

### Metro
- Parc mòbil: 678 cotxes motors amb 168 remolcs.
- Longitud de la xarxa: 121,40 km.
- Estacions: 158.

### Serveis
- Metro de Barcelona
- Bus de Barcelona
- Xarxa Ortogonal d'Autobusos de Barcelona
- Funicular de Montjuïc
- Telefèric de Montjuïc
- Tramvia Blau
- Bus turístic de Barcelona

## Preus

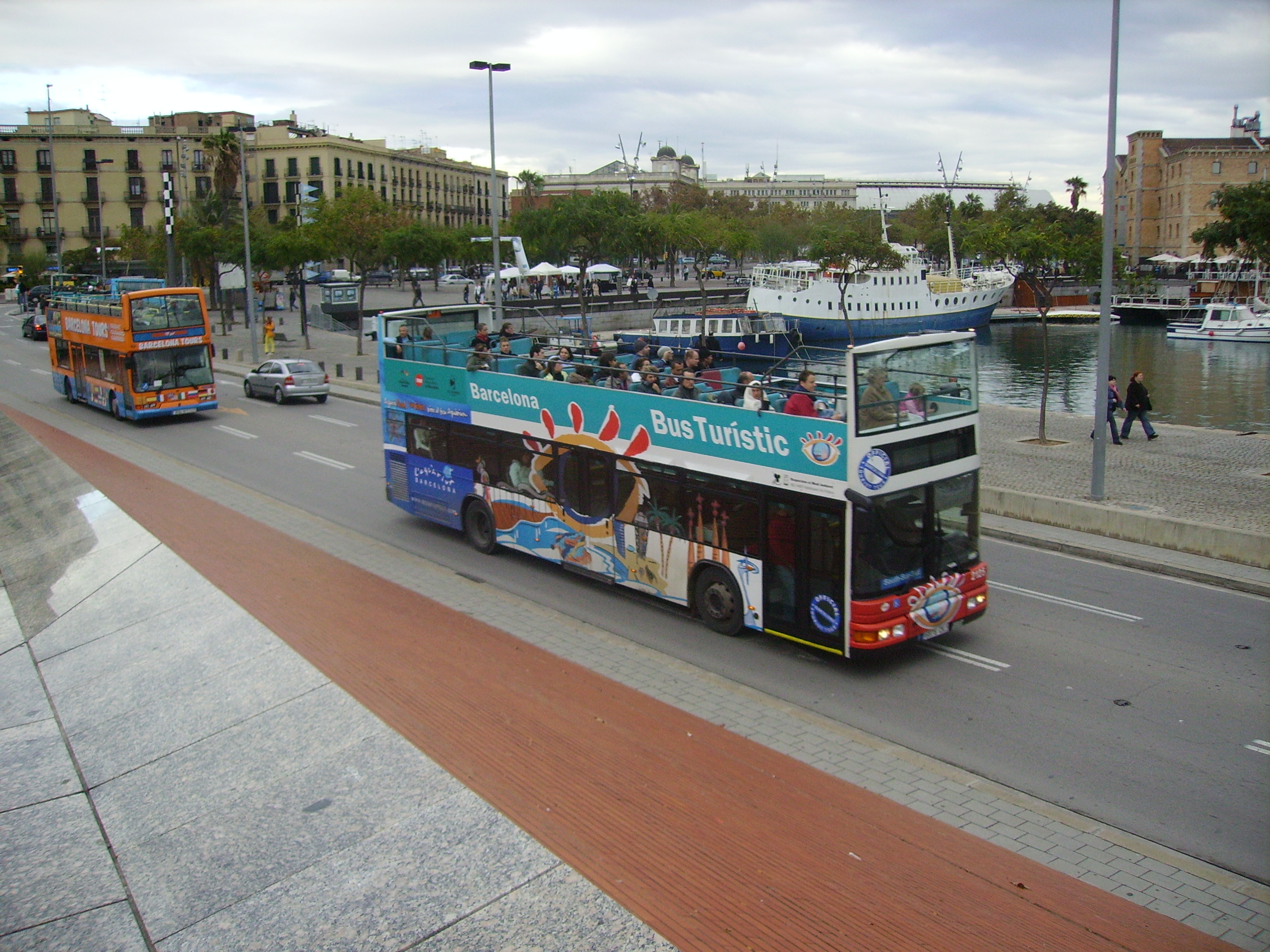
Bus turístic de Barcelona al Moll de la Fusta

Les tarifes de l'ATM permeten la lliure circulació per tota la xarxa de transports públics que ofereix, sense haver de pagar per cada trajecte. Cal tenir present que la xarxa de l'ATM és molt extensa i compta amb diferents nivells (zones) segons la distància del destí que influeix directament en el preu del bitllet. Altres tarifes, com per exemple el bitllet senzill, no estan integrades i cada servei escull el preu que fixa. TMB disposa de tarifes exclusives per als serveis de bus urbà de Barcelona, metro de Barcelona, Funicular de Montjuïc, Telefèric de Montjuïc, Barcelona Bus Turístic i Tramvia Blau.

## Controvèrsies

### Salaris
El febrer de 2016 l'empresa va tenir un conflicte laboral, que va provocar una vaga de metro durant la celebració del Mobile World Congress. Un dels punts del conflicte era l'opacitat dels sous de l'alta direcció, especialment en aquells contractes “fora de conveni”.
En total, diversos directius de l'empresa tenien sous superiors al d'alcaldia, i, arran de les queixes de mitjans i sindicats, l'organisme va penjar l'agost de 2016 un portal de transparència amb informació sobre els sous base i els màxims bruts anuals dels empleats. La Vanguardia va realitzar una queixa formal, i finalment el març de 2017 va publicar la llista amb els sous d'alta direcció de l'empresa.

## Publicitat dinàmica
El metro ofereix suports publicitaris; cartells fixos, projeccions, opis i publicitat dinàmica per captar l'atenció dels usuaris. L'any 2019 la TMB va introduir un tipus de publicitat dinàmica als túnels del metro amb la qual, mitjançant pantalles led, els passatgers poden veure la reproducció d'imatges dels diferents espots publicitaris. Els espots se situen fixos dins de l'interior del túnel, disposats de manera que els passatgers els visualitzin des de l'interior del vagó. Aquest sistema consisteix en la reproducció de vídeos sincronitzats de 10 segons de durada.
Per aconseguir l'efecte òptic, se situen 300 barres de leds a una cadència de 30 frames/segon, espaiades entre si per 52 centímetres en un tram de 160m aproximadament, pel qual el metro passa a una velocitat d'uns 54km/h. El sistema de percepció humà interpreta els fotogrames com a una sola imatge, d'aquesta manera, en comparació amb els films, el desplaçament del vagó substitueix al moviment de la pel·lícula. Les pantalles es mantenen connectades a un quadre de comandament situats en una cambra de comunicacions a l'estació d'Espanya. El 2021 el metro disponia de dos suports publicitaris dinàmics situats entre les parades d'Hospital Clínic-Diagonal i Espanya-Rocafort.